# Kimball megye
Kimball megye az Amerikai Egyesült Államokban, azon belül Nebraska államban található. Megyeszékhelye és legnagyobb városa Kimball. Lakosainak száma 3434 fő (2020. április 1.). Kimball megye Banner, Weld, Laramie, Cheyenne és Logan megyékkel határos.

## Népesség
A megye népességének változása:
| Lakosok száma | 3826 | 3783 | 3786 | 3702 | 3689 | 3434 |
|               | 2010 | 2011 | 2012 | 2013 | 2015 | 2020 |